# آبه ماساهیرو
آبه ماساهیرو (به ژاپنی: 阿部 正弘 Abe Masahiro); ۳ دسامبر ۱۸۱۹ – ۶ اوت ۱۸۵۷) مشاور ارشد (روجو) در شوگون‌سالاری توکوگاوا در دوره باکوماتسو در ژاپن در هنگام ورود متیو سی. پری به خلیج توکیو به منظور گشودن ژاپن به جهان خارج بود. آبه در امضای نهایی عهدنامه کاناگاوا در سال ۱۸۵۴ نقش مهمی داشت. آبه خود این معاهده را امضا نکرده یا شخصاً در مذاکرات شرکت نکرد؛ بلکه این کار توسط نمایندهٔ تام‌الاختیار او هایاشی آکیرا انجام شد. عنوان رسمی دیگر او ایسه نو کامی بود.

## سفر پری و عواقب بعدی
در سال ۱۸۵۲، افسر فرمانده دریایی نیروی دریایی ایالات متحده آمریکا ناخدا متیو سی. پری توسط سیزدهمین رئیس‌جمهور آمریکا میلارد فیلمور (۹ ژوئیه ۱۸۵۰ – ۴ مارس ۱۸۵۳) به فرماندهی یک اسکادران ناوهای جنگی به ژاپن فرستاده شد. پرزیدنت فیلمور، پری را در مورد تهدید یا استفاده از زور منع کرده بود. به عنوان یک وکیل، فیلمور اعتقاد داشت که شوگون‌سالاری توکوگاوا پاسخ منطقی به نگرانی‌های آمریکا در مورد غرق شدن دریانوردان آمریکایی در سواحل ژاپن و نیاز به بازگرداندن ماهیگیران ژاپنی غرق شده در سواحل آمریکا خواهد داد. هنوز هم پری، که یک نظامی بود و خودش در اثر شرکت در جنگ سخت گیر شده بود، تصمیم گرفت تا از تاکتیک‌های بلوف با نقض آشکار خواسته‌های فیلمور استفاده کنند. عصر ۸ ژوئیه ۱۸۵۳ پری با چهار کشتی جنگی وارد اوراگا، کاناگاوا، در دهانه خلیج ادو (خلیج توکیو) شد. پس از امتناع از درخواست‌های ژاپن مبنی بر ادامه راه خود به بندر ناگاساکی، بندر تعیین شده برای ارتباط خارجی، و پس از تهدید به ادامه مسیر مستقیم به سمت ادو، ر و سوزاندن پایتخت کشور در صورت لزوم، به وی اجازه داده شد در ۱۴ ژوئیه در نزدیکی کوریهاما، یوکوسوکا پهلو بگیرد و نامه خود را تحویل ژاپن دهد.
علیرغم سال‌ها بحث در مورد سیاست انزوای ژاپن، سفر پری بحث و جدال بزرگی را در بالاترین سطوح شوگون‌سالاری توکوگاوا ایجاد کرد. شوگون وقت، توکوگاوا ایه‌یوشی، چند روز پس از عزیمت پری درگذشت و پسر کوچک بیمار او، توکوگاوا ایه‌سادا جانشین وی شد، و دولت مؤثر را به دست شورای بزرگان (روجو) به رهبری آبه ماساهیرو سپرد. آبه احساس کرد که در حال حاضر مقاومت ژاپن در برابر خواسته‌های آمریکا با نیروی نظامی ژاپن غیرممکن است و با این حال در چنین شرایط بی‌سابقه ای تمایلی به اقدام بر پایه نظر خود نداشت. آبه در تلاش برای مشروعیت بخشیدن به هر تصمیمی که اتخاذ شود، از همه دایمیو‌ها (اربابان فئودالی) نظرخواهی کرد. این اولین باری بود که شوگون‌سالاری توکوگاوا اجازه می‌داد یک تصمیم‌گیری مورد بحث عمومی قرار گیرد که نشان از ضعیف و بلاتکلیفی شوگون‌سالاری داشت. نتایج این نظرسنجی همچنین نتوانست پاسخی قاطع به آبه بدهد، از ۶۱ پاسخ دریافت شده، ۱۹ موافق پذیرش خواسته‌های آمریکا و ۱۹ مخالف بودند. از بقیه، ۱۴ پاسخ مبهم بوده و از جنگ احتمالی ابراز نگرانی کردند، هفت پیشنهاد دادن امتیازات موقت و دو نفر نیز توصیه کردند که آنها به سادگی با هر آنچه تصمیم گرفته شود همراه خواهند بود.
پری بار دیگر در ۱۳ فوریه ۱۸۵۴ با نیروی بیشتر ۸ کشتی جنگی بازگشت و به صراحت اعلام کرد که تا زمانی که پیمانی امضا نشود ژاپن را ترک نخواهد کرد. مذاکرات از ۸ مارس آغاز شد و حدود یک ماه ادامه داشت. طرف ژاپنی تقریباً به همه خواسته‌های پری تن دادند، به استثنای یک توافق‌نامه تجاری که از معاهدات قبلی آمریکا با چین الگوبرداری شده بود و پری موافقت کرد آن را به بعد موکول کند. بحث اصلی در مورد انتخاب بندر برای گشودن بود و پری قاطعانه بندر ناگاساکی را رد کرد. عهدنامه کاناگاوا در ۳۱ مارس در کاناگاوا-جوکو، مجاور شهر آینده یوکوهاما امضا شد. آبه خود معاهده را امضا نکرده یا شخصاً در مذاکرات شرکت نکرد. این کار توسط نماینده تام الاختیارش هایاشی آکیرا انجام شد. به زودی معاهدات مشابه با امپراتوری روسیه، پادشاهی هلند و پادشاهی متحد بریتانیای کبیر و ایرلند منعقد شد.